# Juan Miguel Suero
Juan Miguel Suero Castillo (Santo Domingo, 11 maggio 1993) è un cestista dominicano.

## Carriera
Con la Rep. Dominicana ha disputato i Campionati mondiali del 2019.